# Grão-Ducado de Saxe-Weimar-Eisenach
O Ducado de Saxe-Weimar-Eisenach (em alemão:  Herzogtum Sachsen-Weimar-Eisenach) foi criado em 1809 com a fusão dos ducados ernestinos de Saxe-Weimar e Saxe-Eisenach. Foi elevado a grão-ducado em 1815 por resolução do Congresso de Viena. Em 1903, mudou oficialmente de nome para Grão-Ducado de Saxe (em alemão:  Großherzogtum Sachsen), mas este nome raramente foi utilizado. O grão-ducado foi extinto após a Revolução Alemã de 1918–19 juntamente com as outras monarquias do Império Alemão. Foi sucedido pelo Estado Livre de Saxe-Weimar-Eisenach, que foi inserido no novo estado da Turíngia dois anos depois.
A forma de tratamento completa do grão-duque era grão-duque de Saxe-Weimar-Eisenach, marquês na Turíngia, marquês de Meissen, conde-príncipe de Henneberg, senhor de Blankenhayn, Neustadt e Tautenburg.
O ramo de Saxe-Weimar-Eisenach é o ramo geneticamente mais directo de Casa de Wettin.

## Geografia
O Grão-Ducado de Saxe-Weimar-Eisenach consistia de três zonas principais, que, a nível administrativo, eram consideradas Kreis, e vários enclaves. Fazia fronteira com os reinos de Prússia, Saxónia, Baviera e com o Eleitorado de Hesse (até 1866, quando foi incorporado na província prussiana de Hesse-Nassau), e todos os outros estados da Turíngia (Saxe-Altenburg, Saxe-Coburg-Gotha, Saxe-Meiningen, Linha sénior dos Reuss, Linha Júnior dos Reuss, Schwarzburg-Rudolstadt e Schwarzburg-Sondershausen).
A zona norte do distrito de Weimar era plana e pertencia à bacia da Turíngia; as zonas norte e oriental situavam-se no Planalto de Ilm-Saale e no vale de Saale. A zona norte do distrito de Eisenach era mais acidentada (com as colinas de Hörselberge e Hainich); a zona central, na qual se encontrava a cidade de Eisenach localiza-se no vale de Hörsel; mais para sul encontravam-se as montanhas da floresta da Turíngia, seguidas pelo vale do rio Werra, pelas montanhas de Kupenrhön e, finalmente, na zona mais a sul, pelas montanhas de Rhön. O distrito de Neustadt& ficava no meio de colinas com altitudes que variavam entre os 200 e os 400 metros.
Os rios principais deste estado eram:
- o Saale que passava por Jena a este
- o Werra em Vacha e Eisenach, e os seus afluentes Felda e Ulster a oste
- o Unstrut nos enclaves de Allstedt e Oldisleben a norte
- o Weisse Elster em Berga no ponto mais a este
- o Ilm, que passava por Ilmenau, Apolda e pela capital Weimar no centro. Em certa ocasião, o primeiro-ministro do estado, Goethe descreveu Weimar como a "Atenas do Ilm".

As maiores elevações do grão-ducado ficavam no Kickelhahn (861 m acima do nível do mar (NN)) perto de Ilmenau, o Ellenbogen (814 m acima do nível do mar (NN)) no Rhön e no Ettersberg (477 m acima do nível do mar (NN)) perto de Weimar.
Em 1895, o Grão-Ducado de Saxe-Weimar-Eisenach foi dividido administrativamente em três distritos Kreise:
| Districto            | Área em quilómetros quadrados | Residentes | Cidades | enclaves                                                |
| -------------------- | ----------------------------- | ---------- | --- | ------------------------------------------------------- |
| Distrito de Weimar   | 1752.59                       | 191,975    | Weimar, Apolda, Jena, Ilmenau, Allstedt, Rastenberg, Buttstädt, Buttelstedt, Neumark, Dornburg, Bürgel, Lobeda, Bad Sulza, Magdala, Bad Berka, Blankenhain, Remda, Kranichfeld e Tannroda | Ilmenau, Bösleben, Klein Kröbitz, Allstedt e Oldisleben |
| Distrito de Eisenach | 1214.03                       | 95,226     | Eisenach, Creuzburg, Berka/Werra, Ruhla, Vacha, Stadtlengsfeld, Geisa, Ostheim vor der Rhön e Kaltennordheim                                                                              | Seebach, Ostheim vor der Rhön e Zillbach                |
| Distrito de Neustadt | 628.71                        | 52,016     | Neustadt an der Orla, Triptis, Auma, Weida, Thuringia e Berga/Elster | Rußdorf, Teichwolframsdorf e Förthen                    |

Além disso, os distritos de Weimar e Eisenach eram também divididos em dois Bezirke. No caso de Weimar, essas divisões eram: Weimar e Apolda, e no caso de Eisenach eram Eisenach e Dermbach. Ao todo, havia 31 cidades e 594 municípios no grão-ducado. Os grão-duques de Saxe-Weimar-Eisenach concederam o estatuto de "cidade" a tr̃es localidades no estado, nomeadamente Berka/Werra (distrito de Eisenach, 1847), Ruhla (distrito de Eisenach, 1886, administrada em conjunto com o duque de Saxe-Gota) e Münchenbernsdorf (distrito de Neustadt, 1904).
Em 1840, havia 13 cidades com mais de 2.000 habitantes. Nos 70 anos que passaram até 1910, o grão-ducado industrializou-se fortemente e a população das grandes cidades aumentou, enquanto as cidades de tamanho médio foram mantendo o mesmo número de habitantes e, em alguns casos, esse número chegou mesmo a diminuir. A população de Stadtlengsfeld diminuiu drasticamente após a emancipação judaica, quando a maioria dos habitantes judaicos da cidade se mudou para cidades maiores.
| Cdade                | População 1 Dez 1840 |
| -------------------- | -------------------- |
| Weimar               | 11.444               |
| Eisenach             | 9.377                |
| Jena                 | 5.949                |
| Neustadt an der Orla | 4.154                |
| Apolda               | 4.128                |
| Weida                | 3.756                |
| Ilmenau              | 2.721                |
| Allstedt             | 2.507                |
| Ostheim vor der Rhön | 2.497                |
| Stadtlengsfeld       | 2.239                |
| Vacha                | 2.239                |
| Buttstädt            | 2.164                |
| Creuzburg            | 2.103                |

| Cidade               | População 1 Dez 1910 | Alterações desde 1840 |
| -------------------- | -------------------- | --------------------- |
| Jena                 | 38.487               | + 547%                |
| Eisenach             | 38.362               | + 309%                |
| Weimar               | 34.582               | + 202%                |
| Apolda               | 22.610               | + 448%                |
| Ilmenau              | 12.202               | + 348%                |
| Weida                | 9.036                | + 141%                |
| Neustadt an der Orla | 7.095                | + 71%                 |
| Allstedt             | 3.353                | + 34%                 |
| Buttstädt            | 2.843                | + 32%                 |
| Ostheim vor der Rhön | 2.277                | – 9%                  |
| Vacha                | 2.240                | 0 %                   |
| Creuzburg            | 2.062                | – 2%                  |
| Stadtlengsfeld       | 1.593                | – 29%                 |

Em 1910, várias cidades ultrapassaram a marca dos 2.000 habitantes: Ruhla (pertencente a Weimar: 3917 v. 1533: +156%), Blankenhain (3405 v. 1689: +102%), Bad Sulza, (3052 v. 1422: +115%), Auma (2978 v. 1701, +75%), Triptis (2948 v. 1480: +99%), Tiefenort (2539 v. 1237: +105%), Bad Berka (2379 v. 1228: +94%), Oberweimar (2095 v. 621: +237%), Oldisleben (2064 v. 1332: +55) e Mihla (2008 v. 1294: +55%).

## História

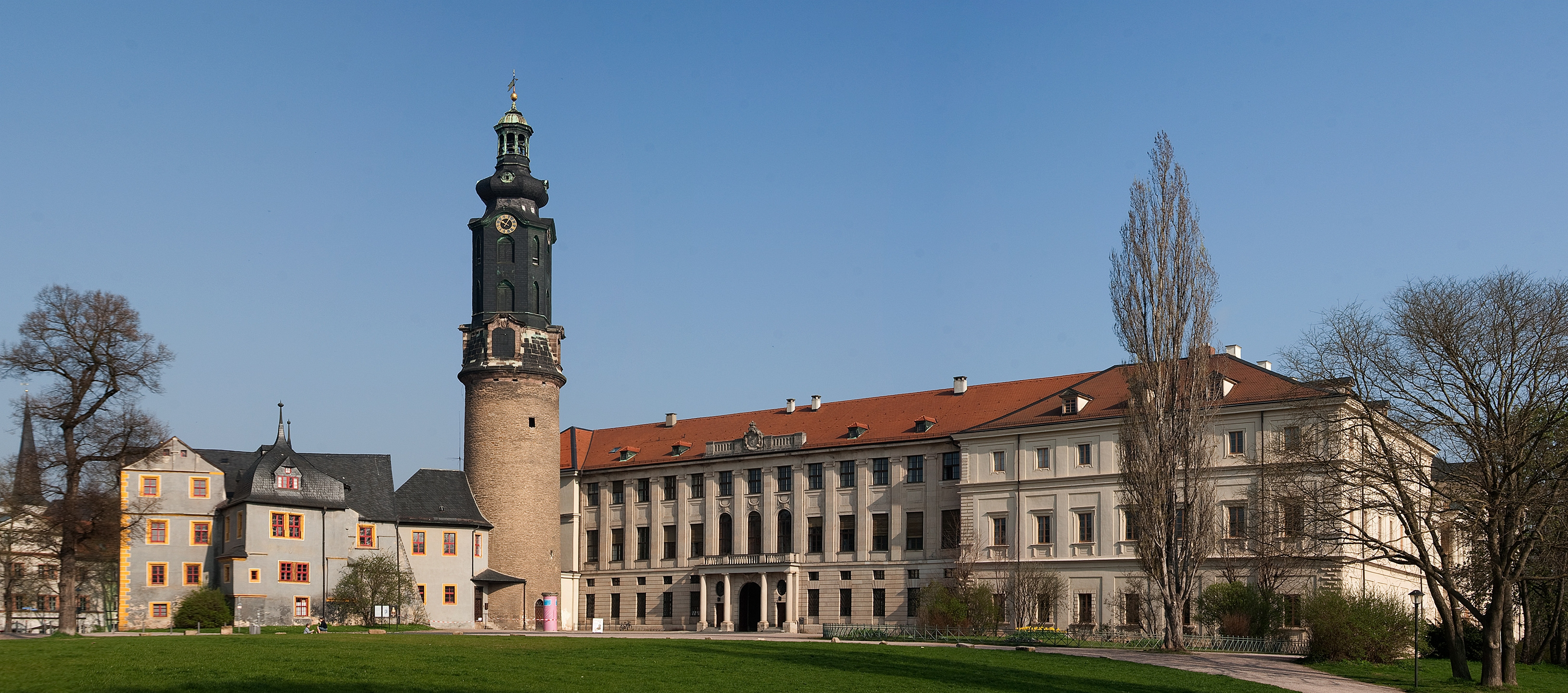
Schloss Weimar

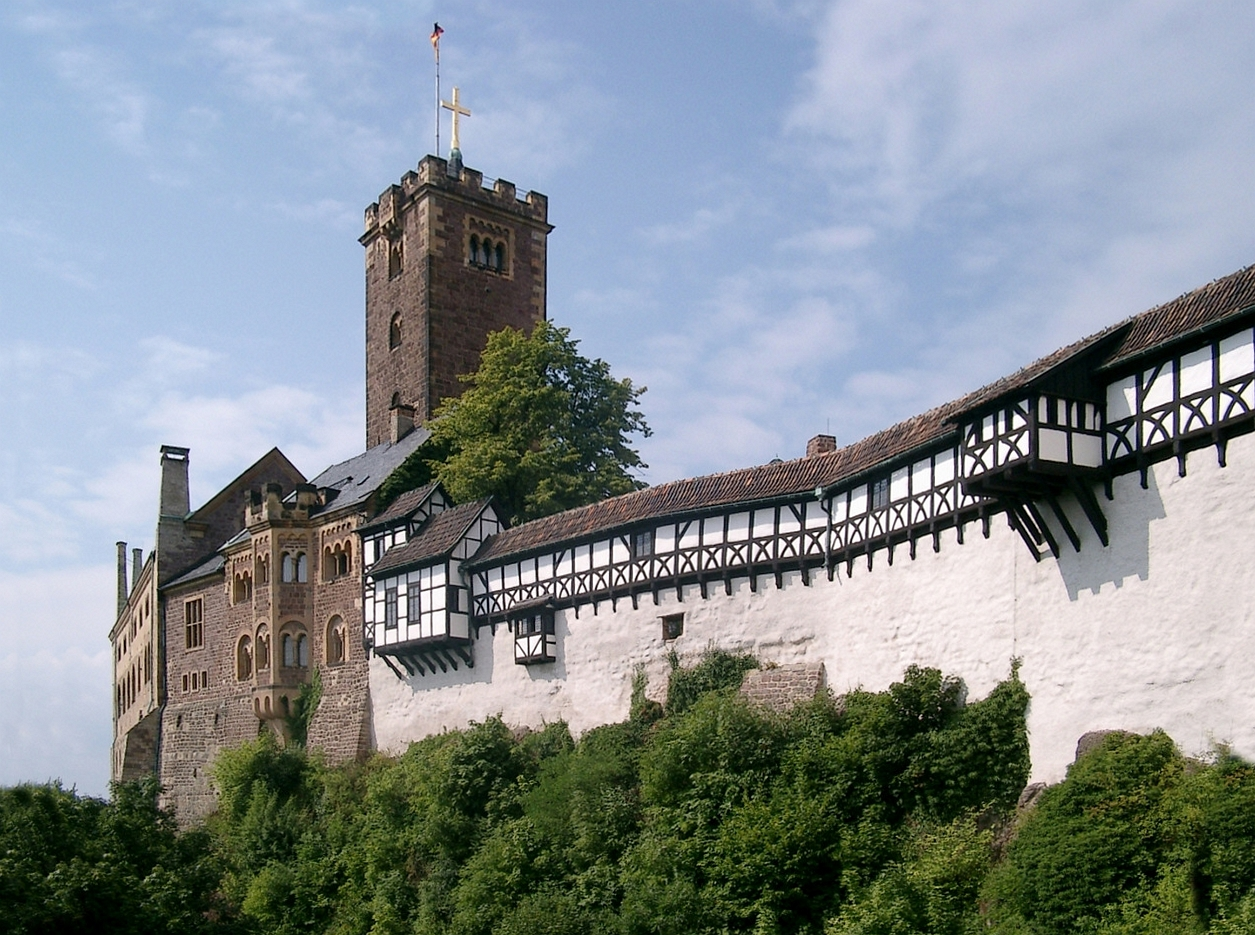
Castelo de Wartburg perto de Eisenach

Os ducados de Saxe-Weimar e Saxe-Eisenach eram governados num regime de união pessoal pelo mesmo ramo da Casa de Wettin desde 1741, depois de a linha de Eisenach ficar extinta com a morte do duque Guilherme Henrique. O primeiro duque da união pessoal foi Ernesto Augusto I, que construiu o Palácio de Belvedere em Weimar. O seu filho, Ernesto Augusto II reinou durante apenas três anos, tendo falecido aos vinte anos de idade. Aos dezoito anos, este tinha-se casado com a princesa Ana Amália, um ano mais nova do que ele e sobrinha do rei Frederico, o Grande da Prússia. Um ano depois, ela deu à luz um filho, Carlos Augusto e, um ano depois, quando já era viúva, teve outro filho, o príncipe Constantino.
Como duquesa viúva, Ana Amália desempenhou um papel activo no período de regência, tendo recebido a aprovação da imperatriz Maria Teresa e o apoio do ministro de ética, o barão von Fritsch. Para educar os seus filhos, contratou Christoph Martin Wieland, um professor da universidade de Erfurt.
Aos dezoito anos de idade, Carlos Augusto casou-se com a princesa Luísa de Hesse-Darmstadt. Contratou o poeta Johann Wolfgang von Goethe, de quem se tornou amigo. Goethe, por sua vez, convidou os escritores Johann Gottfried Herder e Friedrich Schiller para viverem em Weimar, marcando assim o início do círculo do classimismo de Weimar que era apoiado anonimamente por Ana Amália. Os governantes posteriores consideraram que este legado cultural deveria ser mantido e esforçaram-se nesse sentido.
Em 1804, o filho mais velho e herdeiro de Carlos Augusto, Carlos Frederico casou-se com a grã-duquesa Maria Pavlovna da Rússia, irmã do czar Alexandre I, uma união conjugal que foi decisiva para promover o fortelacimento da dinastia ernestina de Saxe-Weimar. Foi também uma aliança que deu alguma protecção ao ducado durante o tumulto das Guerras Napoleónicas. Apesar de se ter aliado inicialmenta à Prússia durante a Guerra da Quarta Coligação, o duque Carlos Augusto fugiu à sua deposição e juntou-se à Confederação do Reno a 15 de dezembro de 1806.
Após a sua fusão oficial em 1809, o ducado de Saxe-Weimar-Eisenach passou a consistir de distritos separados à volta da capital Weimar a norte e de Eisenach a oeste. Graças à sua relação próxima com a Rússia, o ducadoganhou territórios substanciais no Congresso de Viena em 1815. A este, ganhou o distrito deNeustadt an der Orla (629 km2, 243 sq mi). Também recebeu grande parte do principado de Erfurt, que tinha sido um enclave de Mainz antes da guerra e um condado administrado directamente pela França durante a ocupação. Também ganhou outras pequenas possessões como Blankenhain e Kranichfeld. Na zona de Rhön foi criado o Eisenacher Oberland a partir de antigas zonas de Hesse-Cassel e territórios adjacentes da Abadia de Fulda, que foi secularizada. Finalmente, o estado foi elevado a grão-ducado.
Uma vez que tinha um ambiente muito cosmopolita, o grão-duque concedeu a sua primeira constituição liberal a 5 de maio de 1816. Os estudantes da Universidade de Jena organizaram-se na primeira fraternidade da Alemanha, a Urburschenschaft e celebraram o Festival do Wartburg em;Wartburg em outubro de 1817. Muitos liberais participaram e os oradores, a maioria estudantes, foram considerados alguns dos primeiros democratas da Alemanha.
Maria Pavlovna, que foi grã-duquesa a partir de 1828, apoiou compositores como Franz Liszt e Peter Cornelius. O seu filho Carlos Alexandre;(1818–1901), que foi grão-duque a partir de 1853, também apoiou as artes, principalmente a música. Era casado com Sofia, que apoiou os seus planos, e reconstruiu o Castelo de Wartburg, que estava em ruínas, no estilo de historicismo da época e mandou Moritz von Schwind;pintá-lo. Também apoiou, embora de forma não muito entusiasta, a fundação da Escola de Artes Aplicadas de Weimar, que se viria a tornar na& Bauhaus em 1919.
Em 1901, Carlos Alexandre foi sucedido pelo seu neto, Guilherme Ernesto, que se casou com a princesa Carolina Reuss de Greiz e depois com a princesa Feodora de Saxe-Meiningen. Em 1903, o grão-ducado mudou oficialmente de nome para Grão-Ducado da Saxónia. No entanto, muitas pessoas continuaram a chamar-lhe Saxe-Weimar-Eisenach, para evitar confusões com o vizinho Reino da Saxónia.
Guilherme Ernesto abdicou do trono a 9 de novembro de 1918, acabando assim com a monarquia no estado. Continuou a existir como o Estado Livre de Saxe-Weimar-Eisenach até 1920, altura em que se fundiu com os seus vizinhos para formar a Turíngia, sendo Weimar a capital do estado.

### Religião
No grão-ducado de Saxe-Weimar-Eisenach, tal como em todos os estados da Turíngia, a religião Luterana era a mais praticada. Especificamente, em 1895, as religiões professadas pelos seus 339,217 habitantes eram:
- Evangélicos: 325,315 (95.9%)
- Católicos: 12,112 (3.6%)
- Judeus: 1,290 (0.4%)
- Outra / Não referido: 500 (0.1%)

No distrito de Eisenach, a distribuição era ligeiramente diferente. Os seus 95,226 habitantes eram:
- Evangélicos: 85,319 (89.6%)
- Católicos: 8,809 (9.3%)
- Judeus: 979 (1.0%)
- Outra / Não referido: 119 (0.1%)

As minorias católicas e judaicas do distrito de Eisenach viviam principalmente perto de Rhön. A zona à volta de Geisa era predominantemente católica e pertencia à Diocese de Fulda.

## Constituição e administração
Segundo a constituição de 5 de maio de 1816 (revista a 15 de Outubro de 1850), Saxe-Weimar-Eisenach era uma monarquia constitucional, hereditária a partir da linha masculina. Segundo o Acto Eleitoral de 1852, o Landtag tinha 31 membros, 21 dos quais eram eleitos em eleições gerais. Um membro era eleito pelos antigos cavaleiros imperiais do ducado, quatro eram eleitos por outros proprietários ricos, e cinco pelos eleitores que tivessem um rendimento anual superior a 1000 táleres de outras fontes. Este último grupo de eleitores era conhecido como os "homens dos 1000 táleres". O Acto Eleitoral de 17 de Abril de 1896 aumentou o parlamento para 33 membros. O grão-ducado tinha direito a um voto no Bundesrat e a três membros no Reichstag.
Em 1909, foi introduzido o sufrágio universal por proposta de Alfred Appelius, o último orador do Landtag. Os grandes proprietários e os "homens dos 1000 táleres" continuarem a ter votos extra, e foram acrescentados mais cinco membros especiais ao parlamento em representação da Universidade de Jena, da Câmara do Comércio, da Câmara das Trocas, da Câmara da Agricultura e da Câmara do Trabalho.
O tribunal mais importante do estado era o Tribunal de Apelação de Jena, que lidava com casos de todos os estados da Turíngia. Também havia tribunais regionais em Weimar e Eisenach.
O grão-ducado tinha um regimento de infantaria, que pertencia ao 11º Corpo do Exército do Reino da Prússia.

## Soberanos de Saxe-Weimar-Eisenach

### Duques de Saxe-Weimar, 1707-1809 e Saxe-Eisenach, 1741–1809
- Ernesto Augusto I, 1707 e 1741-1748
- Ernesto Augusto II, 1748-1758
- Carlos Augusto, 1758-1809, até 1775 sob a tutelagem da sua mãe, a duquesa Ana Amália de Brunswick-Wolfenbüttel

### Duques de Saxe-Weimar-Eisenach, 1809–1815
- Carlos Augusto, 1809–1815; Duque de Saxe-Weimar e Saxe-Eisenach desde 1758

### Grão-Duques de Saxe-Weimar-Eisenach, 1815–1918
- Carlos Augusto, 1815–1828
- Carlos Frederico, 1828–1853
- Carlos Augusto, 1853–1901
- Guilherme Ernesto, 1901–1918

### Chefes da Casa de Saxe-Weimar-Eisenach, 1918–actualidade
- Guilherme Ernesto, 1918–1923
- Carlos Augusto, Grão-Duque Hereditário de Saxe-Weimar-Eisenach (1912–1988)
- Príncipe Miguel, 1988–actualidade

## Economia

### Agricultura
Em 1895, 37.9% dos trabalhadores trabalhava na área da agricultura e florestas, 38.9% trabalhavam no sector secundário, e 16.4% trabalhavam no sector terciário.
Até 1900, a agricultura era o ramo mais importante da economia do grão-ducado. Um total de 56̥ do território do grão-ducado era utilizado para a agricultura, principalmente nos distritos de Weimar e Neustadt e nos enclaves de Allstedt e Oldisleben na zona de Goldene Aue.
As colheitas de 1895 foram as seguintes:
| Colheita | Área (km²) | Produção (toneladas) |
| -------- | ---------- | -------------------- |
| Trigo    | 216        | 27,100               |
| Centeio  | 295        | 33,300               |
| Cevada   | 276        | 41,900               |
| Aveia    | 334        | 39,600               |
| Batata   | 225        | 232,200              |
| Feno     | 574        | 192,717              |
| Forragem | 92         | 152,400              |

A fruta era plantada principalmente no vale do Saale nas zonas próximas de Jena e Bürgel. Havia alguma viticultura a norte de Jena, entre Dornburg e Camburg.
Também havia muita pecuária. Em 1892, havia 19,121 cavalos no grão-ducado, 119,720 cabeças de gado, 113,208 ovelhas, 122,974 porcos, 46,405 cabras e 16,999 colmeias.
Só havia aves de caça perto de Eisenach, em Eichenzell e no enclave de Ilmenau, onde se encontrava a maior tapada de caça do grão-duque, nas margens do rio Gabelbach. Cerca de 50̤ das florestas (450 km²) pertenciam ao estado. As espécies de árvores predominantes eram a faia (no distrito de Weimar), o pinheiro (principalmente no distrito de Neustadt) e o abeto (no distrito de Eisenach e nas proximidades de Ilmenau). O Gabinete de Florestas do grão-ducado ficava em Eisenach.

### Indústrias transformadoras
Foram desenvolvidas uma grande variedade de indústrias transformadoras no grão-ducado. Por exemplo, em Bürgel e Ilmenau, havia fábricas de porcelana (ao todo, havia 39 fábricas desse género no país).
Em Ilmenau e Jena, produzia-se vidro (principalmente nas fábricas de Schott). A indústria vidreira especializava-se em vidro industrial (por exemplo, para dispositivos de medição como termómetros na zona próxima de Ilmenau) e produtos ópticos, perto de Jena. Em 1846, Carl Zeiss abriu uma empresa de engenharia de precisão e óptica que se tornou rapidamente numa empresa líder mundial. Em 1917, a empresa tinha 10000 empregados. Em 1889, Ernst Abbe fundou a Carl-Zeiss-Stiftung, que se tornou accionista única das empresas Carl Zeiss AG e Schott AG.
A indústria têxtil também era importante. Concentrava-se nos arredores de Apolda (principalmente fábricas de tricô) e Neustadt an der Orla. Havia também outros complexos indústriais em Wenigenjena, Eisenach, Weida, Remda e Blankenhain. Em 1895, a indústria têxtil empregava cerca de 7000 pessoas.
Ruhla era o centro da indústria metalúrgica. A primeira fábrica de automóveis do país foi construída em 1895, em Eisenach. Também havia indústrias químicas em Eisenach, nomeadamente para o fabrico de tinta. Havia também uma fábrica de papel em Oberweimar e uma fábrica de brinquedos em Ilmenau. Também se fabricavam cestos na zona de Kuppenrhön area e tubos em Geisa. Em 1895, havia 257 destilarias no grão-ducado; as maiores ficavam em Apolda e Ilmenau.

### Indústria mineira
Ilmenau e Ruhla eram centros mineiros importantes na Floresta da Turíngia. Por volta de 1900, começou a desenvolver-se a indústria de potassa no vale deWerra, nos arredores de Vacha e Berka/Werra. Também havia salinas em Creuzburg e Bad Sulza.

### Comércio
Os maiores centros de transporte localizavam-se em Weimar e Eisenach. Foi lá que muitos bancos abriram as suas filiais. Em 1895, havia 23 filiais bancárias no grão-ducado e os depósitos chegavam aos 40 milhões de Reichsmark.
O grão-ducado era membro do Sindicato de Portagens da Turíngia, à excepção dos enclaves de Ostheim, Oldisleben, e Allstedt.

## Educação
Havia uma universidade pública no grão-ducado, a Universidade de Jena, que foi fundada por Saxe-Weimar-Eisenach juntamente com outros estados da Turíngia. Havia várias escolas de artes e música em Weimar, e em Ilmenau, havia também a Technische Universität Ilmenau, uma universidade privada que dava formação técnica e científica. Havia ginásios em Weimar, Eisenach e Jena; Havia Realschules em Weimar, Apolda, Jena, Eisenach, Neustadt e Ilmenau. Em 1895, havia 462 escolas primárias e todas as crianças recebiam pelo menos os primeiros quatro anos de educação primária. Havia grandes bibliotecas com 200.000 volumes cada em Weimar e Jena. Em 1869, foi aberto um museu público em Weimar.